# Яноши, Лайош
Лайош Яноши (Яношши, венг. Jánossy Lajos; 2 марта 1912, Будапешт — 2 марта 1978, Будапешт) — венгерский физик, астрофизик и математик, член Венгерской Академии наук и её вице-президент в 1958—1973 годах. Автор трудов в областях астрофизики, ядерной физики, теории относительности, квантовой механики, математической физики и статистики, а также электродинамики и оптики.

## Биография
Яноши был пасынком (старшим сыном жены) известного марксистского философа и политического деятеля Дьёрдя Лукача (1885—1971). Его родным братом был экономист и инженер Ференц Яноши (1914—1997). Он женился на коллеге-физике Леони Кан (1913—1966), с которой познакомился во время учебы в Берлине: они стали родителями физиков Михая (1942—2004), Андраша (род. 1944, член Венгерской Академии наук) и Иштвана Яноши (род. 1945), а также Анны Яноши (1938—1999), исследовательницы в области медицины.
После падения в 1919 году Венгерской Советской республики, его мать и отчим, Гертруда Бортштибер и Дьёрдь Лукач покинули страну, где господствовал белый террор, и переехали в Вену. Таким образом, с 6-летнего возраста Яноши жил за границей: он учился в университете в Вене, а позднее в Берлине. Работал в лаборатории Вернера Кольхёрстера в Берлине (1934—1936), занимаясь астрофизикой, пока ему с женой вновь не пришлось эмигрировать, на сей раз от нацистского режима. Он начал сотрудничать с П. М. С. Блэкеттом, будущим лауреатом Нобелевской премии 1948 года, в изучении космического излучения в Биркбек-колледже Лондонского университета, а затем в Манчестерском университете. В 1940 году совместно с английским физиком Джорджем Рочестером открыл проникающие ливни в космических лучах. В 1947 году по приглашению Уолтера Гайтлера и Эрвина Шрёдингера перешёл в Дублинский институт перспективных исследований в качестве профессора и руководителя научно-исследовательской лаборатории космических лучей.
В 1950 году приглашён венгерским правительством вернуться на родину в Будапешт — не только по соображениям обещанных широких научных возможностей, но и по семейным обстоятельствам: его мать и приемный отец уже вернулись туда из эмиграции в Москве.
Яноши стал профессором университета в Будапеште, он первым заведующим кафедрой ядерной физики Университета имени Лоранда Этвеша (1957—1970). Кроме того, ему поручили должность заведующего кафедрой космического излучения в Центральном институте физических исследований (Центральном научно-исследовательском институте физики, KFKI) Венгерской АН, основанном в том же 1950 году. Был назначен заместителем директора института (1950—1956), а затем его директором (1956—1970). Он оставался очень активен в науке, образовании и общественной жизни, был председателем Комитета по атомной энергии Венгрии. Член Научного совета Объединённого института ядерных исследований (Дубна).
Его политическая ангажированность определялась членством в Венгерской социалистической рабочей партии, членом Центрального комитета он был с 1962 года до своей смерти. После подавления Венгерского восстания 1956 года он использовал своё влияние, чтобы защитить от репрессий отчима — Дьёрдя Лукача, входившего в правительство Имре Надя и укрывшегося с тем в югославском посольстве при вторжении советских войск. Яноши ходатайствовал о его безопасном возвращении в Венгрию из Румынии и даже предлагал избрать того президентом Академии наук, чтобы вернуть венгерским учёным доверие к партии и Революционному рабоче-крестьянскому правительству Яноша Кадара

## Научные достижения
В начале своей карьеры в Германии, Англии и Ирландии, Яноши был сосредоточен на изучении космических лучей. С его именем связано развитие детектора совпадения Гейгера-Мюллера, прилагаемого к вторичным компонентам космических лучей, порождаемым в верхних слоях атмосферы (мезонов, таких как каоны, мюоны, гамма-лучи). Он продемонстрировал, как первичные космические лучи, сталкиваясь с атмосферой Земли, создают вторичные проникающие ливни, сбегающие к поверхности Земли (1940—1941).
С раннего возраста его занимали математические и статистические аспекты физического анализа, в частности, что касалось применения теории вероятности и матанализа к результатам экспериментальных исследований в ядерной физике и физике элементарных частиц. Разрабатывая статистические методы обработки результатов измерений, во время своего пребывания в Дублине он завершил свою классическую монографию по космическим лучам (1948) и опубликовал важные монографии о проникающих ливнях частиц (1950), в которых представил для теории случайных точечных процессов плотность вероятности, названную в его честь плотностью Яноши
До 1950-х годов наиболее важной областью в физике высокоэнергетических частиц было исследование космического излучения. Но с появлением больших ускорителей частиц Яноши переориентировался на теоретические проблемы квантовой механики, корпускулярно-волнового дуализма и теории относительности.
В последние полтора десятилетия своей теоретической деятельности занимался гидродинамической моделью квантовой механики и проблемами интерпретации теории относительности. Исходя из преобразований Лоренца и марксистской философии диалектического материализма, он пытался дать отличную от эйнштейновской основу специальной теории относительности, вызвавшую дискуссии в научных кругах. С 1953 года до смерти был соредактором Венгерского физического журнала (Magyar Fizikai Folyóirat). Также входил в редколлегии Acta Physica Hungarica, Magyar Tudomány и Foundations of Physics.

## Членство и награды
Член (1950) и вице-президент (1961—1973) Венгерской Академии наук, член Болгарской академии наук (1961), Ирландской королевской академии (1949), Монгольской академии наук (1961) и Академии наук Германской Демократической Республики (1954).
Удостоен премии Кошута (1951); академической золотой медали (1972). Заместитель председателя Физического общества имени Этвеша (1950—1969). С 1966 до своей смерти — президент Ассоциации венгерских филателистов.
Физическое общество имени Этвеша в 1994 году учредило премию Лайоша Яноши за выдающиеся исследования в области теоретической и экспериментальной физики.

## Сочинения в русском переводе
- Яносси Л. Космические лучи, пер. с англ. — М.: Иностранная литература, 1949.
- Яноши Л. Теория и практика обработки результатов измерений, пер. с англ. — М.: Мир, 1965.
- Яноши Л. Значение философии для физических исследований // Вопросы философии. 1958. — № 4. — С. 98-110.